# Fera Neném
Fera Neném é uma música do grupo infantil Trem da Alegria que fez parte do LP homônimo, lançado em 1986.  
O destaque nos vocais da faixa são do integrante Juninho Bill, que faz dueto com o cantor Evandro Mesquita.  
Na letra da canção o cantor mirim propõe ser presidente do Brasil. 
Tornou-se uma das músicas mais lembradas do repertório do grupo.

## Produção e lançamento
A música "Fera Neném", em que Juninho Bill afirma querer ser presidente do Brasil,  data da época das eleições gerais de 1986 do país. A canção fez sucesso e Juninho Bill era adjetivado em jornais e revistas como "o fera neném".
Para a promovê-la, o grupo se apresentou em diversos programas de televisão, como Discoteca do Chacrinha e Fantástico da Rede Globo. Um videoclipe dirigido por Paulo Trevisan foi feito para o último programa mencionado.
A música faz parte da versão em CD da compilação de 1992 do grupo, intitulada Trem da Alegria, trata-se de uma coletânea que reúne os maiores sucessos e traz mais quatro canções até então inéditas. A versão em LP não contém a faixa.

## Recepção
A recepção da crítica foi favorável. Tanto Edgar Augusto do Diário do Pará, quanto o jornal Correio Braziliense elegeram "Fera Neném" e "He-Man" como os melhores momentos do disco de 1986.
Em sua edição de 18 de setembro de 1986, o  Correio Braziliense pontuou que a música fez sucesso por todo o Brasil e consegui cativar tanto os adultos quanto as crianças.
A música apareceu entre as mais tocadas em diversas rádios, como a 105 FM do Rio de Janeiro.

## Faixas
- Créditos adaptados da contracapa do LP Fera Neném.[13]

Lado A
| N.º | Título       | Compositor(es)                      | Participação     | Duração |  |
| 1.  | "Fera Neném" | Vinícius Cantuária Evandro Mesquita | Evandro Mesquita | 3:44    |  |

Lado B
| N.º | Título       | Compositor(es)                      | Participação     | Duração |  |
| 1.  | "Fera Neném" | Vinícius Cantuária Evandro Mesquita | Evandro Mesquita | 3:44    |  |